# 筑後バイパス
筑後バイパス（ちくごバイパス）は、福岡県筑後市から福岡県三潴郡大木町に至る国道442号のバイパスである。

## 概要
起点で八女筑後バイパス、終点で大木大川バイパスと接続し、両者を連絡している。

### 路線データ
- 延長：2.84km
- 起点：福岡県筑後市大字久富
- 終点：福岡県三潴郡大木町大字福土
- 規格：第3種第2級
- 車線数：4車線（暫定2車線）
- 設計速度：60km/h

## 歴史
- 2010年6月1日 - 福岡県道89号瀬高久留米線から福岡県道711号江島筑後線までの、延長1.7kmについて供用がされ、[1]残りの福岡県道706号筑後城島線から県道瀬高久留米線までの延長1.1kmについては2010年10月3日に供用がされ[2]て、暫定2車線の形で全線開通している。筑後バイパスは八女筑後バイパスと大木大川バイパスとを連絡している。

## 接続路線
- 八女筑後バイパス
- 大木大川バイパス
- 福岡県道89号瀬高久留米線
- 福岡県道706号筑後城島線
- 福岡県道711号江島筑後線